# Чугуево
Чугуево (укр. Чугуєве) — село,
Новопавловский сельский совет,
Межевский район,
Днепропетровская область,
Украина.
Код КОАТУУ — 1222685504. Население по переписи 2001 года составляло 127 человек.

## Географическое положение
Село Чугуево находится в 10 км от п. г. т. Межевая (6 км по автомобильной дороге Т-0428. и 4 км влево). По селу протекает ручьём весенняя талая вода в ставок с запрудой.